# 名古屋カラオケフェスティバル・名古屋カラオケフェスタ
名古屋カラオケフェスティバル（なごやカラオケフェスティバル）・名古屋カラオケフェスタ（なごやカラオケフェスタ）とは、中部歌手協会とMID-FMが主催する主に名古屋市で行われているカラオケ大会である。

## 概要
- 主催者である中部歌手協会・全国詩曲連盟とは名古屋市に存在する歌謡協会である。後援企業はカラオケ情報誌エース、カラオケ新聞社マイク、歌謡スポット新聞社という各情報誌である。協力企業は東海第一興商である。優勝するとトロフィーが贈呈され、当人の意向の下でオリジナル楽曲が提供される。
- MID-FMは、名古屋市に存在するコミュニティ放送局である。後援企業は流行発信・名古屋リビング新聞社といったMID-FMの関連会社である。協力企業は第一興商|東海第一興商である。優勝すると賞金があり、5万円が贈呈される。

## 中部歌手協会名古屋カラオケフェスタとMID-FM名古屋カラオケフェスタの違い
- 中部歌手協会・全国詩曲連盟主催「名古屋カラオケフェスタ」は、名古屋市内の1000名程収容の文化会館（名古屋市民会館や御園座など）で毎年4月の最終日曜日に開かれている。毎回豪華ゲスト2名が来演し、氷川きよしや香西かおりなどのゲストも過去に出演している。1992年以降は主に2年周期で行われ、2013年に15回記念大会を行う予定でMID-FMよりも10年前から名古屋カラオケフェスタの名前で開いている。大会は東海地区のトップクラスの大会である。
- MID-FM主催「名古屋カラオケフェスティバル」は、会場が名古屋市内の300人程度収容の 名古屋市立中村文化小劇場で毎年第一土曜日、名古屋カラオケフェスタの場合は、名古屋市の周辺市町村の小劇場が会場となる。いずれも、MID-FMの公開収録も兼ね、後日特別番組として放送される。なお2010年以降、名古屋カラオケフェスティバルは1年に1回、名古屋カラオケフェスタは開催されていない。

## 参加資格
基本的には、参加資格はないが、プロ・カラオケ講師は参加できない。

## 開催

### 全国詩曲連盟・中部歌手協会主催名古屋カラオケフェスタ

#### 1974年
- 「第1回名古屋カラオケフェスタ」（会場 愛知県文化講堂）

#### 1992年
- 「第2回名古屋カラオケフェスタ」（会場 NBNホール）

#### 1993年
- 「第3回名古屋カラオケフェスタ」（会場 NBNホール）

#### 1994年
- 「第4回名古屋カラオケフェスタ」（会場 NBNホール）

#### 1995年
- 「第5回名古屋カラオケフェスタ」（会場 名古屋市民会館大ホール）

#### 1997年
- 「第6回名古屋カラオケフェスタ」（会場 御園座）
  - ゲスト：水前寺清子、若山かずさ

#### 1998年
- 「第7回名古屋カラオケフェスタ」（会場 御園座）
  - ゲスト：島津亜矢

#### 2000年
- 「第8回名古屋カラオケフェスタ2000」（会場 御園座）
  - ゲスト：前川清、原田悠里

#### 2001年
- 「第9回名古屋カラオケフェスタ2001」（会場 御園座）
  - ゲスト：氷川きよし、田川寿美

#### 2003年
- 「第10回名古屋カラオケフェスタ2003」（会場 御園座）
  - ゲスト：松原のぶえ、山本譲二

#### 2004年
- 「第11回名古屋カラオケフェスタ2004」（会場 御園座）
  - ゲスト：山川豊、石原詢子

#### 2007年
- 「第12回名古屋カラオケフェスタ2007」（会場 御園座）
  - ゲスト：原田悠里、大川栄策

#### 2009年
- 「第13回名古屋カラオケフェスタ2009」（会場 御園座）
  - ゲスト：門倉有希、堀内孝雄

#### 2011年
- 「第14回名古屋カラオケフェスタ2011」（会場 御園座）
  - ゲスト：香西かおり、大月みやこ

#### 2013年
- 「第15回名古屋カラオケフェスタ2013」（会場 名鉄ホール）
  - ゲスト：鏡五郎、松原のぶえ

### MID-FM主催名古屋カオケフェスティバル

#### 2009年
- 「名古屋カラオケフェスティバル 2009」（会場 名古屋市立中村文化小劇場）
- 「第2回名古屋カラオケフェスティバル」（会場 東建ホール・丸の内）

#### 2010年
- 「名古屋カラオケフェスティバル 2010」（会場 名古屋市立中村文化小劇場）

#### 2011年
- 「名古屋カラオケフェスティバル 2011」（会場 名古屋市立中村文化小劇場）

#### 2012年
- 「名古屋カラオケフェスティバル」（会場 名古屋市立中村文化小劇場）

#### 2013年
- 「名古屋カラオケフェスティバル」（会場 名古屋市立中村文化小劇場）

### MID-FM主催名古屋カラオケフェスタ

#### 2009年
- 「第1回名古屋カラオケフェスタ」（会場 春日井市民会館）
- 「第2回名古屋カラオケフェスタ」（会場 北名古屋市民会館）

## その他

### 中部歌手協会・全国詩曲連盟主催名古屋カラオケフェスタ
- 予選はテープ審査で行う。予選でヤング、一般、シニアの各部門20人ずつ計60人が選出される。
- 決勝では1コーラス歌唱である。
- 協力企業でもある、第一興商の通信カラオケ「DAM」を使用するが、歌詞画面は見ることができない。
- 有名な歌手を招くため、観覧者も入場料が必要。

### MID-FM主催名古屋カラオケフェスタ
- 予選では最長3分、10人が勝ちぬけられる決勝では最長4分間歌うことができる。
- 2010年から、WEBでの申し込みも可能になった（それまでは、ハガキのみ）
- 会場での観覧も出来る。入場料は無料
- 大会があってから、約1か月後に日曜日に放送されることが多い。（MIDサンデードライビングPOP'S内で放送）
- 協力企業でもある、第一興商の通信カラオケ「DAM」を使用する。
- 2011年はUSTREAMでのリアルタイム動画配信も行われた。